# Théodore Steeg
Pour les articles homonymes, voir Steeg.
Théodore Steeg, né le 19 décembre 1868 à Libourne (Gironde) et mort le 19 décembre 1950 à Paris (Seine), est un homme politique et administrateur colonial français.

## Biographie

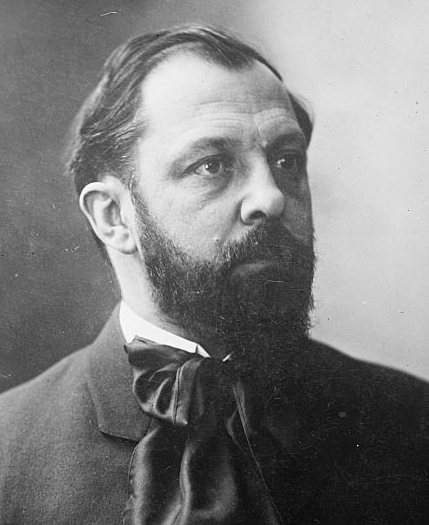
Théodore Steeg.

Jules Joseph Théodore Steeg nait dans une famille protestante et bourgeoise. Il est le fils de Jules Steeg (1836-1898), pasteur à Libourne, député de la Gironde et directeur de l’école normale supérieure de Fontenay-aux-Roses, et de Zoé Tuyès (1840-1925). Il suit ses études d'abord au collège de Libourne, puis au lycée Henri-IV. Bachelier, il s'inscrit à La Sorbonne et obtient en 1890 une licence de droit et une de lettres. Professeur à l'École alsacienne de 1892 à 1894, il est, après son succès à l'agrégation de philosophie (il est classé premier, en 1895), nommé en province (Vannes, puis Niort) avant de revenir à Paris, au lycée Charlemagne. Il épouse en 1894 Ewaldine Bonet-Maury (1872-1959) au temple protestant de l'Oratoire du Louvre à Paris. Ils ont trois enfants dont Juliette, épouse de Paul Cabouat.
Il quitte l'enseignement en 1904 et s'inscrit l'année suivante au barreau de Paris.
Il s'engage en politique à la fin des années 1890, fondant en 1897 l'Union populaire, dont le membre le plus connu est Ferdinand Buisson. 
Élu député de la Seine (XIVe arrondissement de Paris) à l'occasion d'une partielle, en juillet 1904, il siège alors avec les radicaux-socialistes. Il est réélu en 1906 et 1910.
Le 19 décembre 1905, il devient l'un des secrétaires du comité exécutif du Parti républicain, radical et radical-socialiste (PRRRS).
Ses premiers pas de député sont remarqués tant il s'investit sur les questions relatives à l'enfance et à l'éducation. En 1907, il est d'ailleurs rapporteur du budget de l'Instruction publique.
Il est nommé ministre de l'Instruction publique et des Beaux-arts du 2 mars 1911 au 13 janvier 1912 dans le gouvernement Ernest Monis, puis le gouvernement Joseph Caillaux. Il entame alors une carrière ministérielle assez typique de la Troisième République. Il sera à plusieurs reprises ministre de l'Instruction publique, de l'Intérieur et de la Justice.
À l'occasion d'une partielle, en mars 1914, il abandonne ensuite son siège de député pour siéger au Palais du Luxembourg, élu sénateur de la Seine et siégeant au groupe de la Gauche démocratique. Il est réélu en 1920, puis à nouveau en 1927 et 1936.
Après la Guerre, il fait un passage remarqué au ministère de l'Intérieur, essentiellement consacré au rétablissement des moyens des communes, dont l'état financier était préoccupant. Il est ensuite élu président de la commission d'administration générale, départementale et communale, avant d'être nommé en juillet 1921 gouverneur général de l'Algérie. 
Nommé ministre de la Justice en avril 1925, il est chargé en octobre de gérer la fin de la guerre du Rif, en tant que commissaire résident général au Maroc, poste qu'il occupe jusqu'en 1928.
Président de la commission sénatoriale des Colonies à son retour en France métropolitaine, il fait un passage dans le très bref cabinet Chautemps (février-mars 1930), puis est nommé président du Conseil en décembre. Son gouvernement, constitué de radicaux et d'hommes de la droite républicaine, ne dure guère : il est renversé au bout de 40 jours, en janvier 1931, au sujet de sa politique agricole.
Solidement accroché à la présidence de la commission des colonies, il ne retrouve de responsabilités ministérielles que pour une courte période, de janvier à avril 1938, étant successivement ministre des Colonies du quatrième gouvernement de Camille Chautemps, puis ministre d'État dans l'éphémère gouvernement que Léon Blum tente de constituer après l'échec du Front populaire.
Il est président de la Fédération générale des PEP de 1933 à 1949 et de La Jeunesse au plein air de 1938 à sa mort.
En 1940, il s'abstient sur le vote des pleins pouvoirs au maréchal Pétain.
À la Libération, il est le premier président du Parti radical reconstruit, mais cède la place à Édouard Herriot dès 1945, avant de se retirer définitivement de la vie politique.
Il meurt à son domicile, 89 avenue Denfert-Rochereau, le 19 décembre 1950. Il est inhumé avec son père au cimetière du Montparnasse (petit cimetière, 17e division).

## Détail des mandats et fonctions

### Au Parlement
- Député de la Seine de 1906 à 1914
- Sénateur de la Seine de 1914 à 1940

### Au gouvernement
- Président du Conseil des ministres du 13 décembre 1930 au 22 janvier 1931 (voir gouvernement Théodore Steeg).
- Ministre de l'Instruction publique et des Beaux-arts du 2 mars 1911 au 13 janvier 1912 dans le gouvernement Ernest Monis
- Ministre de l'Intérieur du 14 janvier 1912 au 21 janvier 1913 dans le gouvernement Raymond Poincaré (1)
- Ministre de l'Instruction publique et des Beaux-arts du 21 janvier au 21 mars 1913 dans le gouvernement Aristide Briand (3) et le gouvernement Aristide Briand (4)
- Ministre de l'Instruction publique et des Beaux-arts du 20 mars au 1er septembre 1917 dans le gouvernement Alexandre Ribot (5)
- Ministre de l'Intérieur du 1er septembre au 16 novembre 1917 dans le gouvernement Paul Painlevé (1)
- Ministre de l'Intérieur du 20 janvier 1920 au 16 janvier 1921 dans le gouvernement Alexandre Millerand (1), le gouvernement Alexandre Millerand (2) et le gouvernement Georges Leygues
- Ministre de la Justice, Garde des sceaux du 17 avril au 10 octobre 1925 dans le gouvernement Paul Painlevé (2)
- Ministre de la Justice, Garde des sceaux du 21 février au 1er mars 1930 dans le gouvernement Camille Chautemps (1)
- Ministre des Colonies du 18 janvier au 13 mars 1938 dans le gouvernement Camille Chautemps (4)
- Ministre d'État du 13 mars 1938 au 8 avril 1938 dans le gouvernement Léon Blum (2)

### Autres
- Gouverneur général de l'Algérie de 1921 à 1925
- Résident général au Maroc de 1925 à 1929

### Décorations
- Chevalier de la Légion d'honneur